# Pteris incompleta
Pteris incompleta — вид рослин родини птерисових (Pteridaceae).

## Опис
Це багаторічна папороть з міцним кореневищем із темно-бурими лусочками. Листові пластини 50–100 (до 150) см, прямостоячі, вигнуті на вершині, 2–3 перисті. Спори чотиригранні, присутні з вересня по березень.

## Поширення
Батьківщина: Північна Африка: Марокко. Південна Європа: Португалія [вкл. Азорські острови, Мадейра]; Гібралтар; Іспанія [вкл. Канарські острови]. Росте вздовж струмків в тінистих вологих прибережних лісах.

## Загрози та охорона
Основна загроза для цього виду — втрата місць проживання, через лісівництво, дренаж, підвищення тиску випасу, конкуренцію з немісцевими видами, витоптування та використання гербіцидів. У Марокко розповсюдження обмежується Ер-Рифом, де були значні втрати природного місця існування в результаті культивування канабісу.
В Іспанії вид включений як уразливий у національний Червоний список. Іспанські субпопуляції розташовані в межах природного парку ісп. los Alcornocales; на Канарських островах розташовані в межах природних парків ісп. Garajonay, Majona, Tamadaba, а також в інших захищених областях:  ісп. Paisaje de las Cumbres, Natural Reserve Tilos de Moya, Guelguen and del Pijaral, Rural Parks de Anaga and de Teno. У Марокко не існує ніяких заходів по збереженню виду.